# Rick Riordan
Richard Russell Riordan, amb nom de ploma Rick Riordan, (San Antonio, Texas, 5 de juny de 1964) és un escriptor nord-americà que va escriure una sèrie de novel·les de misteri que protagonitza el detectiu Jackson «Tres» Navarre.
La sèrie, traduït al català per Jordi Cussà com Percy Jackson i els déus de l'Olimp va començar com un conte per a llegir al seu fill a l'hora d'anar a dormir, i es beneficià de la seva experiència com a professor de mitologia. El protagonista de la història, en Percy Jackson, té dislèxia i trastorn per dèficit d'atenció amb hiperactivitat (TDAH) com el seu propi fill Haley. La versió cinematogràfica del primer llibre, a càrrec de Chris Columbus, director dels dos primers lliuraments de Harry Potter, es va estrenar el febrer de 2010. L'agost de 2013, es va estrenar la segona pel·lícula, titulada El mar dels monstres.
Durant quinze anys, Rick Riordan feia classes d'anglès i d'història en escoles secundàries públiques i privades de la Badia de San Francisco i a Texas. El 2002, el Saló de Santa Maria el va honrar amb el primer Màster Teacher Award. La seva ficció per a adults ha guanyat tres premis nacionals en el gènere de misteri - l'Edgar, Anthony i el Shamus. El 2012, era un dels quinze autors nord-americans que més cobraven.

## Riordan i la mitologia
Rick Riordan s'ha fet famós per les seves obres que barregen mitologia i actualitat. Inicialment, eren dirigides cap a un públic pre-adolescent, però per continuar tenint aquells seguidors que van començar a llegir les seves obres, ha passat a escriure-les per a adolescents.
Riordan fa servir les seves obres perquè, mentre el lector es diverteix, pugui anar aprenent mitologia, cosa que ha aconseguit.
Actualment ha escrit una saga de tres llibres sobre la mitologia egípcia. La seva trilogia Magnus Chase i els Déus d'Asgard sobre la mitologia nòrdica va ser traduït al català per Jordi Cussà entre 2016 i 2018.
L'ha portat a la fama ha estat la mitologia grega i romana, de la qual ha fet una saga de cinc llibres, i una altra de cinc llibres més relacionats.

## Obres destacades
Percy Jackson i els déus de l'Olimp
- El lladre del llampec (2005)
- EL mar dels monstres (2006)
- La maledicció del tità (2007)
- La batalla del laberint (2008)
- L'últim heroi de l'olimp (2009)

Els Herois de l'Olimp
- L'heroi perdut (2010)
- El fill de Neptú (2011)
- La Marca d'Atena (2012)
- La casa d'Hades (2013)
- La sang de l'Olimp(2014)

Les Cròniques dels Kane
- La piràmide vermella (2010)
- El tron de foc (2011)
- L'ombra de la serp (2012)

The 39 Clues Series
- El laberint d'òssos (2009)
- Introducció a The 39 Clues: El llibre negre dels secrets enterrats (2010)
- L'aixecament dels Vesper (2011)

Les sagues d'Els herois de l'Olimp i Les Cròniques dels Kane han estat publicades en català per l'editorial La Galera. La saga de Percy Jackson i els déus de l'Olimp traduïda en català i publicada per l'editorial Salamandra.